# Jeremy Wise
Jeremy Wise, né le 13 mars 1986, à Jackson, au Mississippi, est un joueur américain de basket-ball. Il évolue au poste de meneur.

## Palmarès
- Vainqueur du Shooting Stars Competition du NBA Development League All-Star Game 2011